# 1990年のスポーツ
1990年のスポーツ（1990ねんのスポーツ）では、1990年（平成2年）のスポーツ関連の出来事についてまとめる。

## できごと
- 1月5日 - 日本相撲協会、女性初の森山真弓内閣官房長官による総理大臣杯授与を拒否
- 1月20日 - 国際陸上競技連盟、男子100メートル競走の世界記録について、ベン・ジョンソンの9秒83を抹消し、カール・ルイスの9秒92にすると発表
- 1月28日 - 第1回日本女子サッカーリーグ(JLSL)閉幕　初優勝は鈴与清水FCラブリーレディース
- 3月17日 - 横綱千代の富士貢、大相撲史上初の通算1000勝達成
- 3月17日 - 台湾プロ野球開幕
- 4月7日 - 競輪選手・吉岡稔真が初出走
- 4月21日 - 第2回日本女子サッカーリーグ(JLSL)開幕（~1991年1月27日）
- 4月25日 - IOC、アパルトヘイト政策の南アフリカで競技した全ての選手を、国際大会から締め出すと勧告
- 6月9日 - テニスのモニカ・セレシュ、全仏オープンで「16歳6ヶ月7日」の大会最年少優勝記録を樹立
- 6月11日 - 米大リーグのノーラン・ライアン、史上最多、最年長の通算6度目、43歳でのノーヒット・ノーラン達成
- 7月7日 - マルチナ・ナブラチロワ、ウィンブルドン選手権で3年ぶり9度目の優勝。52年ぶりに大会史上最多優勝記録を更新
- 8月30日 - 日本学生選手権水球競技で日本体育大学が300連勝達成
- 9月8日 - 巨人が東京ドームのヤクルト戦に勝ち、史上最短でセ・リーグの優勝決定。
- 9月9日 - テニスのピート・サンプラス、全米オープンで「19歳28日」の大会最年少優勝記録を樹立。100年ぶりの記録更新
- 9月19日 - IOC総会、オリンピック憲章改定案を採択、プロ・アマオープン化へ
- 10月5日 - オリックス・ブレーブス、来シーズンより新ニックネーム「ブルーウェーブ」への変更を発表。同時に上田利治監督の勇退と土井正三新監督の就任を発表。
- 10月11日 - 分断後初の南北統一サッカー大会が平壌で開催

## 総合競技大会
- 第2回アジア冬季競技大会（札幌・3月9日～14日） - 日本の獲得メダル:金18、銀16、銅13
- 第11回アジア競技大会（北京・9月22日～10月7日） - 日本の獲得メダル:金38、銀60、銅76
- 第45回とびうめ国体（冬季スケート・アイスホッケー - 1月28日～31日・岩手県、冬季スキー・バイアスロン - 2月20日～23日・青森県、夏季 - 9月9日～12日・福岡県、秋季 - 10月21日～26日・福岡県）
天皇杯順位:優勝 福岡県、第2位 大阪府、第3位 東京都
皇后杯順位:優勝 福岡県、第2位 大阪府、第3位 東京都

## アイスホッケー
- スタンレーカップ決勝（1989-1990シーズン）
エドモントン・オイラーズ （4勝1敗） ボストン・ブルーインズ

## アメリカンフットボール

### NFL
- AFCチャンピオンシップゲーム（1月14日、マイルハイ・スタジアム）
デンバー・ブロンコス 37 - 21 クリーブランド・ブラウンズ
- NFCチャンピオンシップゲーム（1月14日、キャンドルスティック・パーク）
サンフランシスコ・49ers 30 - 3 ロサンゼルス・ラムズ
- 第24回スーパーボウル（1月28日、フロリダ州タンパ・スタジアム）
サンフランシスコ・49ers (NFC、2年連続4度目) 55-10 デンバー・ブロンコス (AFC)

### 日本の大会
- 第43回ライスボウル(1月3日、国立霞ヶ丘競技場陸上競技場）
日本大学フェニックス(学生代表) 42-14 アサヒビールシルバースター(社会人代表）
- 第45回毎日甲子園ボウル(12月16日、兵庫県西宮市・阪神甲子園球場）
日本大学フェニックス(関東学生代表) 34-7 京都大学ギャングスターズ(関西学生代表)
- 第4回東京スーパーボウル(12月12日、東京都文京区・東京ドーム）
松下電工インパルス 14 - 6 オンワードオークス

## 大相撲
- 一月場所（両国国技館・7日～21日）
幕内最高優勝 : 千代の富士貢（14勝1敗,30回目）
十両優勝 : 益荒雄宏夫（12勝3敗）
- 三月場所（大阪府立体育会館・11日～25日）
幕内最高優勝 : 北勝海信芳（13勝2敗,6回目）
十両優勝 : 益荒雄広生（10勝5敗）
- 五月場所（両国国技館・13日～27日）
幕内最高優勝 : 旭富士正也（14勝1敗,2回目）
十両優勝 : 大翔山直樹（12勝3敗）
- 七月場所（愛知県体育館・8日～22日）
幕内最高優勝 : 旭富士正也（14勝1敗,3回目）
十両優勝 : 若花田勝（12勝3敗）
- 九月場所（両国国技館・9日～23日）
幕内最高優勝 : 北勝海信芳（14勝1敗,7回目）
十両優勝 : 小城ノ花昭和（11勝4敗）
- 十一月場所（福岡国際センター・11日～25日）
幕内最高優勝 : 千代の富士貢（13勝2敗,31回目）
十両優勝 : 大輝煌正人（11勝4敗）
- 年間最優秀力士賞（年間最多勝）：旭富士正也（70勝20敗）

## 競馬

### 日本のGI競走
中央競馬
- 桜花賞（阪神・4月8日） 優勝：アグネスフローラ、騎手：河内洋
- 皐月賞（中山・4月15日） 優勝：ハクタイセイ、騎手：：南井克巳
- 天皇賞（春）（京都・4月29日） 優勝：スーパークリーク、騎手：武豊
- 安田記念（東京・5月13日) 優勝：オグリキャップ 騎手：武豊
- 優駿牝馬（オークス）（東京・5月20日)  優勝：エイシンサニー、騎手：岸滋彦
- 東京優駿（日本ダービー）（東京・5月27日) 優勝：アイネスフウジン、騎手：中野栄治
- 宝塚記念（阪神・6月10日) 優勝：オサイチジョージ、 騎手：丸山勝秀
- 天皇賞（秋）（東京・10月28日） 優勝：ヤエノムテキ、騎手：岡部幸雄
- 菊花賞（京都・11月4日） 優勝：メジロマックイーン、騎手：内田浩一
- エリザベス女王杯（京都・11月11日） 優勝：キョウエイタップ、騎手：横山典弘
- マイルチャンピオンシップ（京都・11月18日） 優勝：パッシングショット、騎手：楠孝志
- ジャパンカップ（東京・11月25日） 優勝：ベタールースンアップ、騎手：マイケル・クラーク
- 朝日杯3歳ステークス（中山・12月9日） 優勝：リンドシェーバー、騎手：的場均
- 阪神3歳ステークス（京都・12月9日） 優勝：イブキマイカグラ、騎手：南井克巳
- スプリンターズステークス（中山・12月16日） 優勝：バンブーメモリー、騎手：武豊
- 有馬記念（中山・12月23日） 優勝：オグリキャップ、騎手：武豊

### JRA賞
- 年度代表馬・最優秀5歳以上牡馬　オグリキャップ
- 最優秀3歳牡馬　リンドシェーバー
- 最優秀3歳牝馬　ノーザンドライバー
- 最優秀4歳牡馬　アイネスフウジン
- 最優秀4歳牝馬　アグネスフローラ
- 最優秀5歳以上牝馬　パッシングショット
- 最優秀短距離馬　バンブーメモリー
- 最優秀父内国産馬　ヤエノムテキ
- 最優秀ダートホース　カリブソング
- 最優秀障害馬　ワカタイショウ
- 最優秀アラブ　該当馬無し
- 最多勝利騎手・最多賞金獲得騎手　武豊
- 最高勝率騎手　岡部幸雄

## ゴルフ

### 世界4大大会（男子）
- マスターズ優勝者：ニック・ファルド（イギリス）
- 全米オープン優勝者：ヘール・アーウィン（アメリカ）
- 全英オープン優勝者：ニック・ファルド（イギリス）
- 全米プロゴルフ優勝者：ウェイン・グラディ（オーストラリア）

### 世界4大大会（女子）
- ナビスコ・ダイナ・ショア大会優勝者：ベッツィ・キング（アメリカ）
- 全米女子プロゴルフ優勝者：ベス・ダニエル（アメリカ）
- 全米女子オープン優勝者：ベッツィ・キング（アメリカ）
- デュモーリエ・クラシック優勝者：キャシー・ジョンストン（アメリカ）

### 日本
- 賞金王（男子）：尾崎将司
- 賞金女王：高村博美

## サッカー
- 天皇杯全日本サッカー選手権大会決勝
日産自動車 3-2 ヤマハ発動機
- 日本サッカーリーグ(JSL)
  - 1部（1989-1990シーズン）優勝:日産自動車
  - 2部優勝:日立製作所
- 第1回日本女子サッカーリーグ(JLSL)
  - 優勝:鈴与清水FCラブリーレディース
- 第11回全日本女子サッカー選手権大会
  - 優勝:高槻FC女子チーム

## 自転車競技

### トラックレース
- トラック世界選手権（前橋）
スプリント優勝：ミハエル・ヒューブナー（東ドイツ）
1kmタイムトライアル優勝：アレクサンドル・キリチェンコ（ソビエト連邦）
ケイリン優勝：ミハエル・ヒューブナー（東ドイツ）

### ロードレース
- 第73回ジロ・デ・イタリア
総合優勝：ジャンニ・ブーニョ（イタリア）
- 第77回ツール・ド・フランス
総合優勝：グレッグ・レモン（アメリカ）
- ロード世界選手権（宇都宮）
男子優勝：ルディ・ダーネンス（ベルギー）

市川雅敏が、この年のジロ・デ・イタリアで日本人として初めて完走（50位）を果たす。

## テニス

### グランドスラム
- 全豪オープン　男子単優勝：イワン・レンドル（チェコスロバキア）、女子単優勝：シュテフィ・グラフ（ドイツ）
- 全仏オープン　男子単優勝：アンドレス・ゴメス（エクアドル）、女子単優勝：モニカ・セレシュ（ユーゴスラビア）
- ウィンブルドン　男子単優勝：ステファン・エドベリ（スウェーデン）、女子単優勝：マルチナ・ナブラチロワ（アメリカ）
- 全米オープン　男子単優勝：ピート・サンプラス（アメリカ）、女子単優勝：ガブリエラ・サバティーニ（アルゼンチン）

## バスケットボール
- NBAファイナル（1989-1990シーズン）
デトロイト・ピストンズ（イースタン） （4勝1敗） ポートランド・トレイルブレイザーズ（ウェスタン）

## プロレス
- プロレス大賞MVP:大仁田厚（FMW、初受賞）
- 世界最強タッグ決定リーグ戦（全日本プロレス） 優勝：テリー・ゴディ&スティーブ・ウイリアムス「殺人魚雷コンビ」組（初優勝）

## モータースポーツ

### 世界
- F1世界選手権　
  - ドライバーズ:アイルトン・セナ
  - コンストラクターズ:マクラーレン・ホンダ
- 世界ラリー選手権（WRC）
  - ドライバーズ:カルロス・サインツ（トヨタ）
  - メイクス:ランチャ
- 世界スポーツプロトタイプカー選手権（WSPC）
  - ドライバーズ:ジャン＝ルイ・シュレッサー/マウロ・バルディ
  - チームズ:ザウバー・メルセデス
- ル・マン24時間レース
  - 優勝車:ジャガーXJR-12LM
  - 優勝ドライバー:マーティン・ブランドル/ジョン・ニールセン・プライス・コブ
- ロードレース世界選手権（WGP）
  - 500ccクラス：ウェイン・レイニー（ヤマハ）
  - 250ccクラス：ジョン・コシンスキー（ヤマハ）
  - 125ccクラス：ロリス・カピロッシ（ホンダ）

### 日本
- 全日本F3000選手権　星野一義
- 全日本スポーツプロトタイプカー耐久選手権　長谷見昌弘
- 全日本ツーリングカー選手権　星野一義

## 誕生
- 1月3日 - 柿谷曜一朗（大阪府、サッカー）
- 1月4日 - トニ・クロース（ドイツ、サッカー）
- 1月7日 - エレーネ・ゲデヴァニシヴィリ（グルジア、フィギュアスケート）
- 1月7日 - グレゴア・シュリーレンツァウアー（オーストリア、スキージャンプ）
- 1月8日 - ジェイミー・ハンプトン（アメリカ、テニス）
- 1月8日 - 河野広貴（神奈川県、サッカー）
- 1月11日 - 座安琴希（沖縄県、バレーボール）
- 1月22日 - アリーゼ・コルネ（フランス、テニス）
- 1月22日 - 河合由貴（大分県、バレーボール）
- 1月24日 - 入江陵介（大阪府、水泳）
- 2月11日 - ハビエル・アキーノ（メキシコ、サッカー）
- 2月15日 - 海老沼匡（栃木県、柔道）
- 2月23日 - 美濃部ゆう（東京都、体操）
- 3月8日 - ペトラ・クビトバ（チェコ、テニス）
- 3月9日 - 町田樹（神奈川県、フィギュアスケート）
- 3月11日 - 森田あゆみ（群馬県、テニス）
- 3月23日 - ハイメ・アルグエルスアリ（スペイン、モータースポーツ）
- 3月24日 - 大津祐樹（茨城県、サッカー）
- 3月26日 - サラ・メネゼス（ブラジル、柔道）
- 3月30日 - ミハル・ブジェジナ（チェコ、フィギュアスケート）
- 4月2日 - エフゲニア・カナエワ（ロシア、新体操）
- 4月4日 - 齋藤学（神奈川県、サッカー）
- 4月5日 - 大江香織（山形県、ゴルフ）
- 4月7日 - ソラナ・チルステア（ルーマニア、テニス）
- 4月12日 - 酒井宏樹（千葉県、サッカー）
- 4月13日 - アナスタシヤ・セバストワ（ラトビア、テニス）
- 4月16日 - トニー・マッケイ（アメリカ、陸上）
- 4月22日 - イブ・ミュアヘッド（イギリス、カーリング）
- 5月6日 - 工藤壮人（東京都、サッカー）
- 5月7日 - 平野ジェニファー（アメリカ、ゴルフ）
- 5月8日 - アナスタシア・ズエワ（ロシア、水泳）
- 5月11日 - 竹村真琴（大阪府、ゴルフ）
- 5月15日 - 青野令（愛媛県、スノーボード）
- 5月18日 - 大迫勇也（鹿児島県、サッカー）
- 6月1日 - 深津英臣（愛知県、バレーボール）
- 6月7日 - アリソン・シュミット（アメリカ、水泳）
- 6月11日 - クリストフ・ルメートル（フランス、陸上）
- 6月18日 - サンドラ・イズバサ（ルーマニア、体操）
- 6月20日 - 丁寧（中国、卓球）
- 6月20日 - 平岡琴（神奈川県、キックボクサー）
- 6月21日 - サンドラ・ペルコビッチ（クロアチア、陸上）
- 6月23日 - バセク・ポシュピシル（カナダ、テニス）
- 7月2日 - ケイラ・ハリソン（アメリカ、柔道）
- 7月3日 - 伊藤涼太（三重県、ゴルフ）
- 7月11日 - キャロライン・ウォズニアッキ（デンマーク、テニス）
- 7月11日 - モナ・バルテル（ドイツ、テニス）
- 7月11日 - 新鍋理沙（鹿児島県、バレーボール）
- 7月20日 - 東慶悟（福岡県、サッカー）
- 7月22日 - 秋吉翔太（熊本県、ゴルフ）
- 8月3日 - 田知本遥（富山県、柔道）
- 8月12日 - マリオ・バロテッリ（イタリア、サッカー）
- 8月20日 - ラノミ・クロモウィジロ（オランダ、水泳）
- 8月21日 - 星奈津美（埼玉県、水泳）
- 8月26日 - イリーナ＝カメリア・ベグ（ルーマニア、テニス）
- 8月27日 - トリ・ボウイ（アメリカ、陸上競技）[1]
- 9月5日 - 金妍兒（韓国、フィギュアスケート）
- 9月5日 - フランコ・スクリーニ（アルゼンチン、サッカー）
- 9月24日 - 緒方亜香里（熊本県、柔道）
- 9月25日 - 浅田真央（愛知県、フィギュアスケート）
- 10月5日 - フェデリコ・デルボニス（アルゼンチン、テニス）
- 10月6日 - 山口蛍（三重県、サッカー）
- 10月11日 - 高瀬愛実（北海道、サッカー）
- 10月15日 - 中井貴裕（愛知県、柔道）
- 10月16日 - 守屋宏紀（東京都、テニス）
- 10月17日 - 熊谷紗希（北海道、サッカー）
- 10月17日 - 村田愛里咲（福岡県、モーグル）
- 11月7日 - ダビド・デ・ヘア（スペイン、サッカー）
- 11月10日 - 西勇輝（三重県、野球）
- 11月10日 - バネッサ・フェラーリ（イタリア、体操）
- 11月12日 - フローラン・マナドゥ（フランス、水泳）
- 11月13日 - イェジ・ヤノヴィッツ（ポーランド、テニス）
- 11月19日 - 坂井達弥（福岡県、サッカー）
- 11月23日 - アリョーナ・レオノワ（ロシア、フィギュアスケート）
- 12月1日 - 酒井志穂（福岡県、水泳）
- 12月4日 - 乾友紀子（滋賀県、シンクロ）
- 12月7日 - ダビド・ゴファン（ベルギー、テニス）
- 12月7日 - ウルシュラ・ラドワンスカ（ポーランド、テニス）
- 12月10日 - 富沢祥也（千葉県、オートバイレーサー、+2010年）
- 12月24日 - 三宅諒（千葉県、フェンシング）
- 12月27日 - ミロシュ・ラオニッチ（カナダ、テニス）
- 12月31日 - パトリック・チャン（カナダ、フィギュアスケート）
- 12月31日 - 趙菁（中国、水泳）

## 死去
- 1月10日 - 栃錦清隆（東京都、相撲、*1925年）
- 2月10日 - トニー・ソレイタ（サモア、野球、*1947年）
- 3月5日 - エトムント・コーネン（ドイツ、サッカー、*1914年）
- 3月20日 - レフ・ヤシン（ソビエト連邦、サッカー、*1929年）
- 3月23日 - 村松栄紀（山梨県、自動車レース、*1965年）
- 8月23日 - 金井豊（群馬県、陸上競技、*1959年）
- 8月23日 - 谷口伴之（東京都、陸上競技、*1961年）
- 8月29日 - ルイージ・ベッカリ（イタリア、陸上競技、*1907年）
- 10月10日 - 濃人渉（広島県、野球、*1915年）
- 11月13日 - ボビー・マルカーノ（ベネズエラ、野球、*1951年）
- 12月4日 - 田島直人（山口県、陸上競技、*1912年）
- 12月13日 - アリス・マーブル（アメリカ、テニス、*1913年）
- 12月21日 - マグダ・ユーリン（スウェーデン、フィギュアスケート、*1894年）